# Campodorus aglaia
Campodorus aglaia là một loài tò vò trong họ Ichneumonidae.